# Alobiellopsis
Alobiellopsis, rod jetrenjarki iz porodice Cephaloziaceae, dio reda Jungermanniales. Postoji nekoliko vrsta.
Rod je opisan 1965. i u njega je uključena vrsta A. acroscypha koja je prvi puta opisana 1882. kao Cephalozia acroscypha.

## Vrste
1. Alobiellopsis acroscypha (Spruce) R.M. Schust.
2. Alobiellopsis dominicensis (Spruce) Fulford
3. Alobiellopsis heteromorpha (Lehm.) R.M. Schust.
4. Alobiellopsis parvifolia (Steph.) R.M. Schust.
5. Alobiellopsis pillansii (Sim) R.M. Schust.